# シャロン・リー
シャロン・リー（Sharon Lee、1952年9月11日 - ）はアメリカ合衆国の小説家。夫スティーブ・ミラーと共に Liaden universe シリーズを著し、また単独でメーン州を舞台としたミステリー小説や、多くの短編を発表している。

## 略歴
1970年パークビル・シニア・ハイスクールを卒業。70年代後半、メリーランド大学ボルチモア・カウンティーキャンパス校に通い、またボルチモアのダウンタウンにあるUMABプロフェッショナル・スクールに行政補佐官として勤務する。
シャロンは秘書を始めとし、コピーライター、電話受付嬢、夜間ニュース記事編集者、フリーランスのレポーター、写真家、本のレビュアー、トラクタ・トレーラーの配達人など様々な職を経験した。1997年から3年間アメリカSFファンタジー作家協会の専務理事を務め、後に副会長、そして会長へと選出される。

## 作品リスト

### Jen Pierce Mysteries
- Barnburner (2002)
- Gunshy (2006)

### Liaden Universeシリーズ
スティーブ・ミラーと共著。
- Agent of Change (1988)
- Conflict of Honors (1988)
- Carpe Diem (1989)
- Plan B (1999)
- I Dare (2002)
- Partners in Necessity (2000)
- Local Custom (2002)
- Scout's Progress (2002)
- Pilot's Choice (2001)
- Crystal Soldier (2005)
- Crystal Dragon (2006)
- Balance of Trade (2004) - 2005年ハル・クレメント賞受賞

### 他長編
- The Tomorrow Log (2003)
- Sword of Orion (2005)
- Duainfey (2008)
- Longeye (2009)